# Переход со смещением
Переход со смещением — тип фазового перехода характерен для некоторых сегнетоэлектриков, в том числе для перовскитов, например, для BaTiO3. До наступления фазового перехода каждый ион в таких кристаллах обычно занимает одно предпочтительное положение. Однако ниже точки перехода, под воздействием дополнительного поля от смещений ионов в соседних ячейках, минимальная точка потенциальной энергии сдвигается из центрального симметричного положения в асимметричное, что приводит к возникновению спонтанной поляризации. Уровень ангармоничности потенциала ионов остаётся относительно малым, что характерно для кристаллических структур. Фазовый переход происходит при сравнительно низких температурах, близких к обычным, что меньше, чем типичные атомные энергии порядка 1—10 эВ, из-за особенностей структуры, влияющих на жесткость при данной деформации ячейки. Все известные случаи таких фазовых переходов являются переходами первого рода, однако они близки ко второму роду: разность Ec и температуры T0, используемая в законе Кюри — Вейса для определения параэлектрической проницаемости, мала по сравнению с Tc:
{\displaystyle \varepsilon _{p}={\frac {C}{T-T_{0}}}\,,}
где {\displaystyle C=4\pi /(a(T-T_{0}))} — константа Кюри — Вейса, {\displaystyle T_{0}} — температура Кюри — Вейса.
Малость ангармоничности допускает использование не только приближения самосогласованного поля, но и более точных количественных методов, основанных на разложении по степеням параметров ангармоничности, например, квадратов соотношений амплитуд колебаний ионов к межионным расстояниям. В термодинамике это соответствует разложению по Гинзбургу — Девонширу, в динамике — наличию кокреновского колебания с малым и сильно меняющимся с температурой энергетическим зазором. Эти методы позволяют более глубоко развить теорию сегнетоэлектриков типа смещения, обеспечивая количественное рассмотрение статистики и динамики. Несмотря на то, что вблизи точки перехода корреляционные эффекты становятся значительными и точное теоретическое описание становится невозможным, даже в этой критической области возможно провести полуколичественное изучение термодинамических процессов.